# Maximilian-Museum
Le musée municipal Maximilien (Maximilianmuseum) est le plus ancien musée d'Augsbourg. Inauguré en 1854, il retrace l'histoire de la ville du Moyen Âge jusqu'en 1805. 

## Origine et histoire
Le musée a été inauguré le 28 décembre 1854. C'est le premier musée public de la ville. Deux ans plus tard, à l'occasion d'une visite du roi de Bavière Maximilien II, le musée prend le nom de Maximilianmuseum. 
Il abrite alors les collections rassemblées par plusieurs associations locales Naturhistorischen Vereins Augsburg (association d'histoire naturelle), Historischen Vereins für Schwaben (association d'histoire de la Souabe) et Technischen Vereins (association technique). En 1905, la collection d'histoire naturelle est déménagée dans un autre bâtiment et devient un musée distinct du Maximilianmuseum. En 1909, le musée passe sous administration municipale. 

## Bâtiments historiques

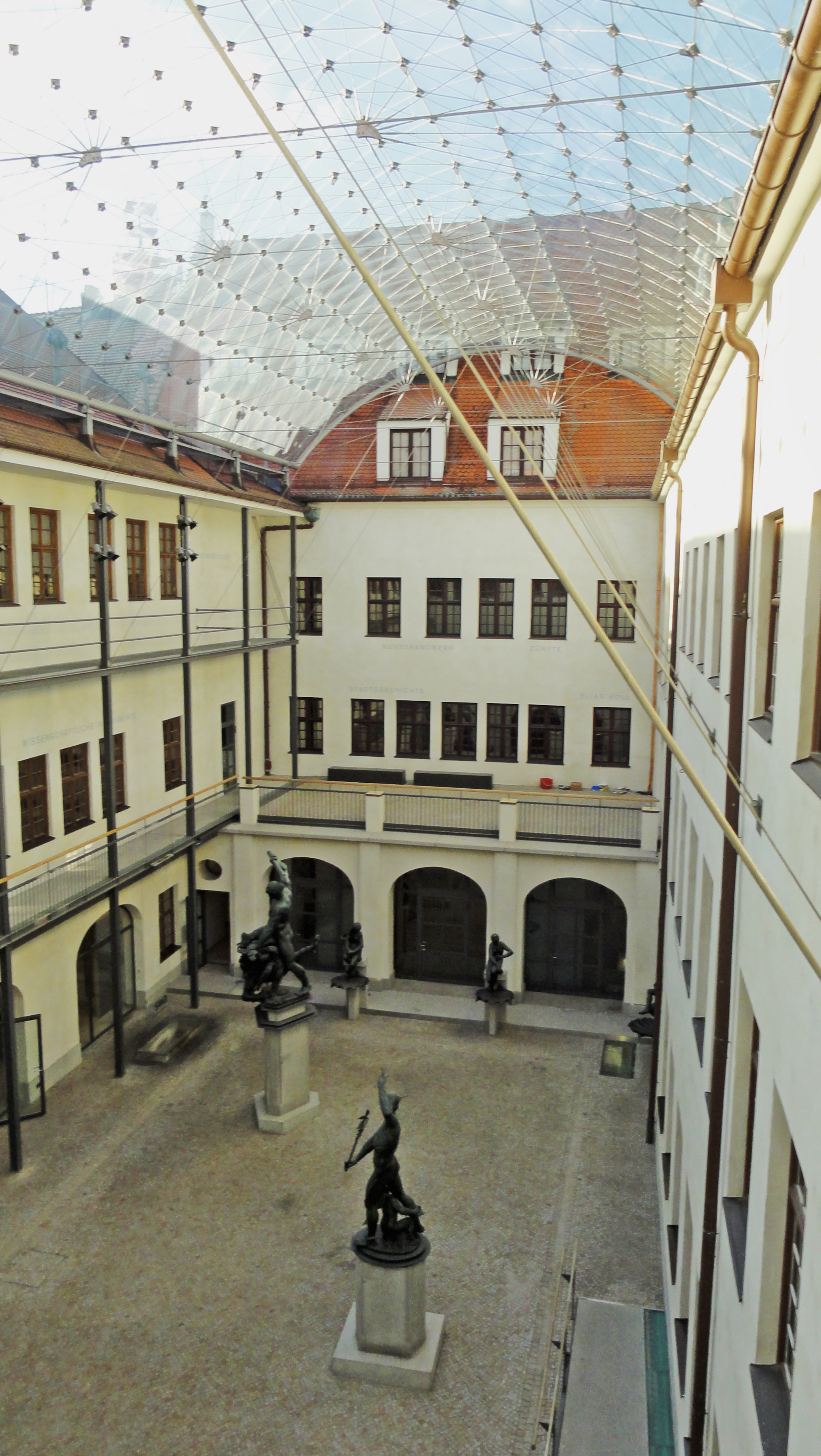
Cour intérieur, couverte en l'an 2000

Le Musée Maximilien est situé dans le centre-ville d'Augsbourg sur la Philippine-Welser-Straße. Il s'ouvre sur la Fuggerplatz, où se trouve l'entrée et l'accueil du musée.
À sa fondation, le musée occupe une maison patricienne du XVe siècle, qui a abrité un orphelinat protestant de 1706 à 1853. En 1991, il est agrandi d'une nouvelle aile, également aménagée dans une ancienne maison patricienne du XVe siècle. 
Autour de l'an 2000, un vaste chantier de restauration des bâtiments est engagée : la cour intérieure est couverte d'une verrière. Le musée rénové est inauguré en 2006 et présente une scénographie entièrement renouvelée. 

### Parcours permanent
Le musée s'étend sur trois étages et est divisé en plusieurs expositions permanentes thématiques, reflets de la diversité des collections. 
La cour intérieur abrite les statues originales des fontaines d'Augsbourg, sculptées par Adrian de Vries et Hubert Gerhard. 

## Collections

### Münzsammlung (chambre des modèles)
L'un des ensembles les plus remarquables du musée est la collection de modèles constituée par la ville depuis la Renaissance. Elle comprend des maquettes des bâtiments planifiés, construits ou démolis par la municipalité, mais également des maquettes techniques des équipements hydrauliques permettant l'approvisionnement d'Augsbourg en eau. Jusqu'à la Seconde Guerre mondiale, cette collection était conservée dans une pièce dédiée à l'hôtel de ville. Sa mise à l'abri a permis d'éviter sa destruction pendant les bombardements alliés. 

### Monnaies et médailles
La collection comprend environ 1000 pièces médiévales, 2000 pièces d'Augsbourg et 2000 pièces d'autres villes et États, ainsi qu'environ 5000 médailles.

Aperçu des collections
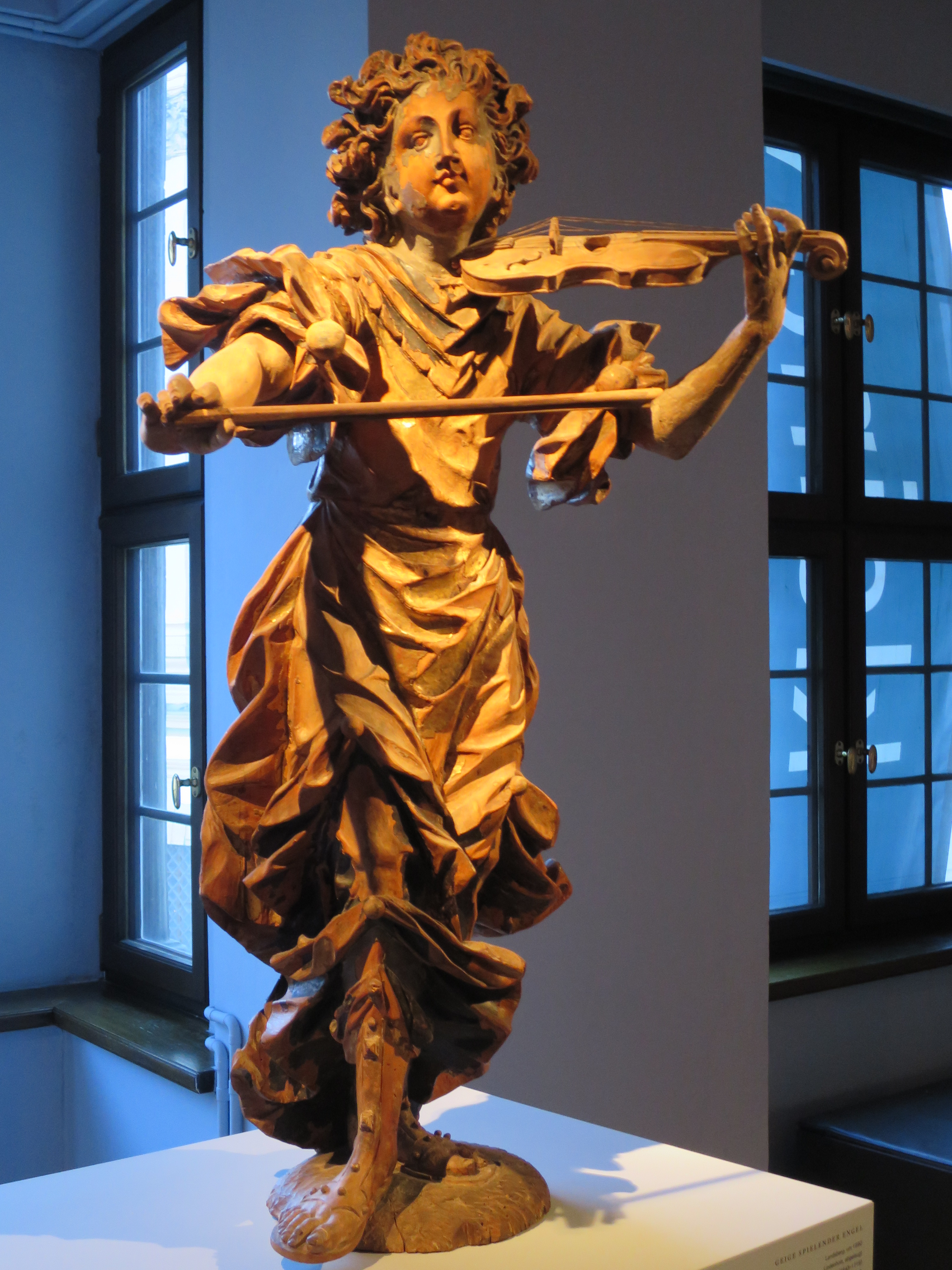
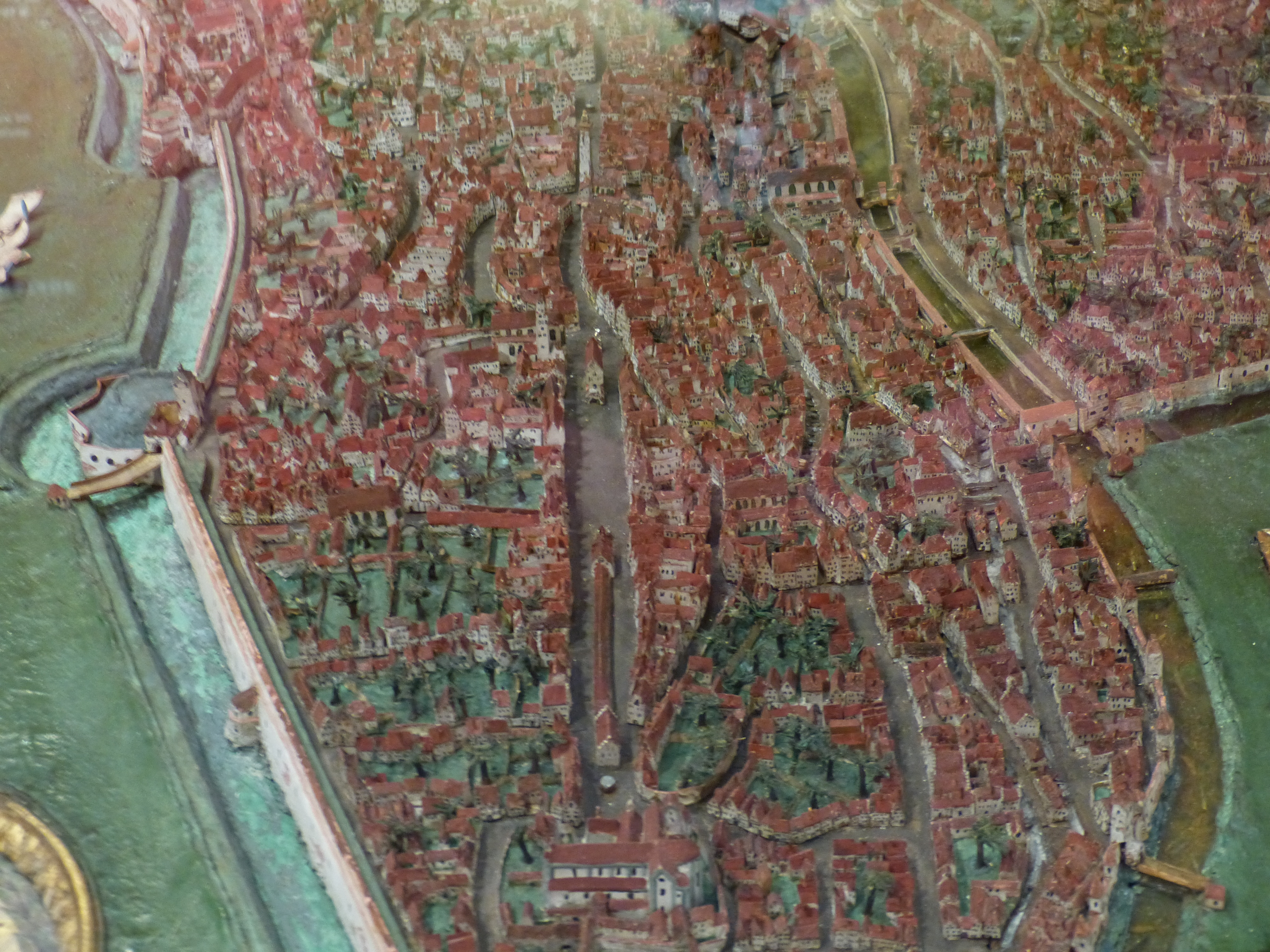
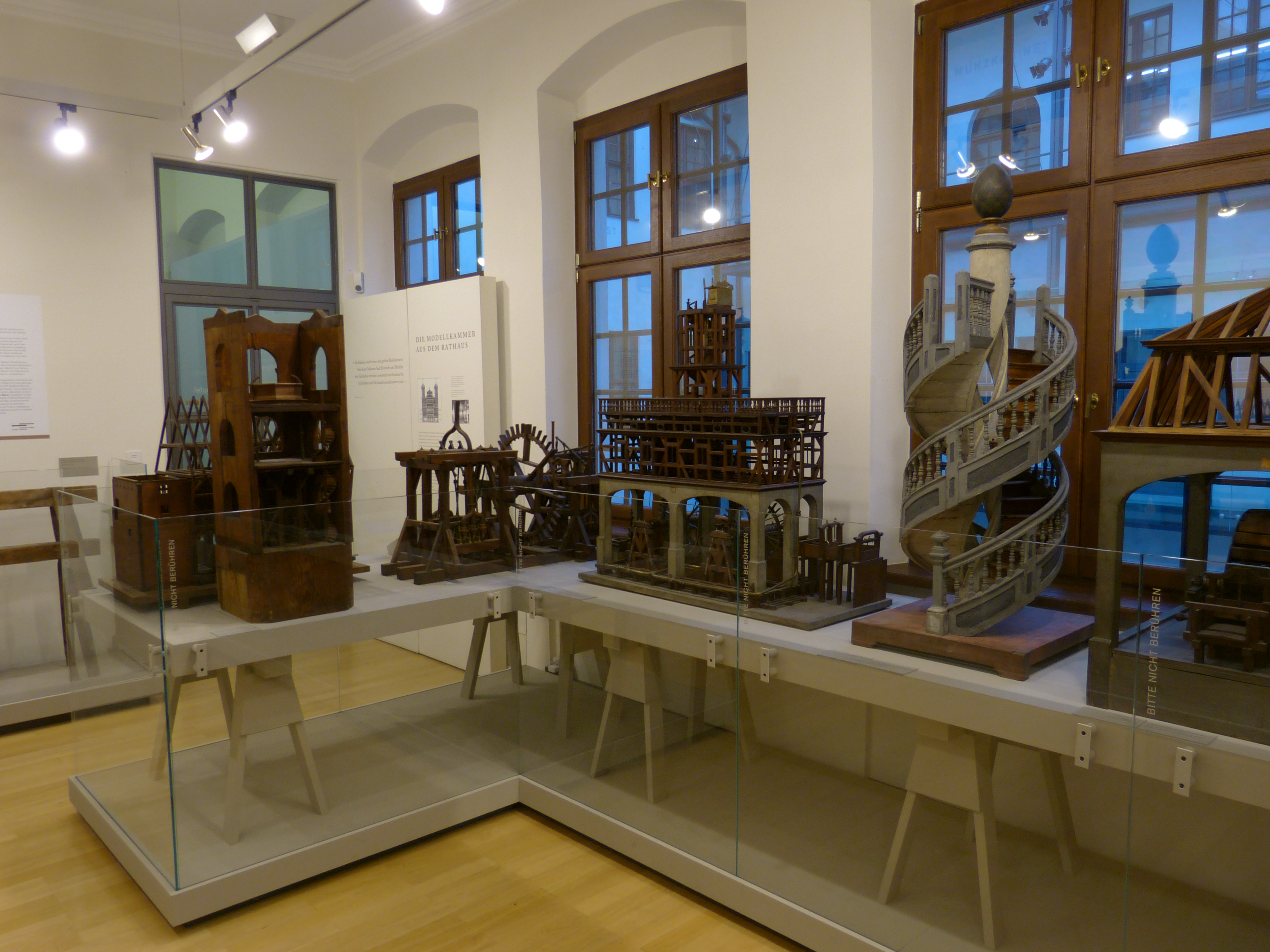